# Ales Silva
Ales Abrão Silva (Joinville, 6 de fevereiro de 1986) é um jogador brasileiro de handebol.
Integrou a delegação brasileira que ganhou medalha de prata nos Jogos Pan-Americanos de 2011 em Guadalajara, no México.